# لويد خان
لويد خان (بالإنجليزية: Lloyd Kahn)‏ هو كاتب أمريكي، ولد في 28 أبريل 1935.